# Rostam Farrokhzād
Rostam Farrokhzād (in persiano رستم فرّخزاد‎; VII secolo – 636/7) è stato un generale persiano.

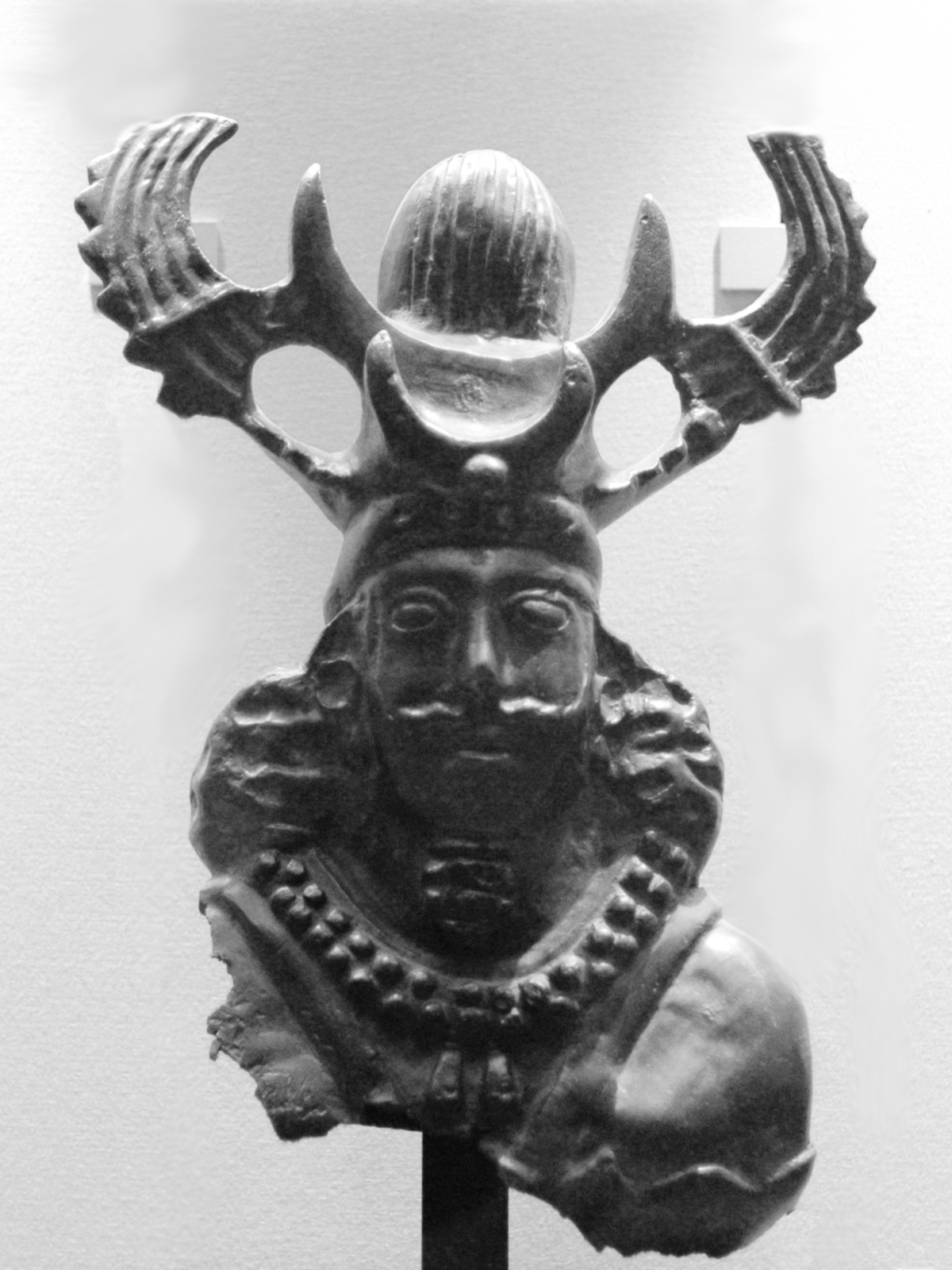
Busto di un re sasanide. Bronzo, V–VII secolo d.C., rinvenuto a Ladjvard, Mazandaran.

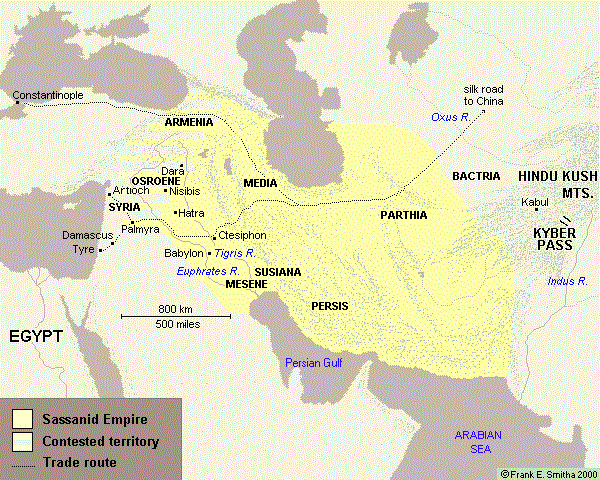
L'Impero sasanide c.600

Ērān Spāhbod (Spāhbod dell'Iran, Comandante dell'esercito iranico) dell'Impero sasanide sotto il regno di Yazdgird, r. 632 - 651.

## Ascesa al potere
Rostam Farrokhzād era un potente generale e un aristocratico sasanide proveniente dall'Armenia, una delle province dell'Impero persiano sasanide. Come suo padre prima di lui, Rostam era "ishkan", o "principe", di Azerbaigian (Atrpatakan) e governatore del Khorasan. A quei tempi l'Impero persiano affrontava un periodo di forte crisi. Si susseguirono in poco tempo una serie di re deboli che erano spesso alla mercé dei nobili e governatori che avevano ormai acquistato la quasi piena indipendenza dal sovrano. In un'epoca in cui il potere centrale mancava, si diffuse il feudalesimo in Persia.
Durante la reggenza di Ardashir III, Farrukh-Hormuzd, il padre di Rostam, tentò di impadronirsi del potere proponendo alla regina Azarmidokht di sposarlo, ma venne respinto e assassinato. Per vendicare la morte del padre, Rostam si diresse con il suo esercito sulla capitale dell'Impero, Ctesifonte, e accecò e depose la regina.
Nel 631, Rostam conquistò l'Armenia strappandola al governatore bizantino Varazdirot, e l'annesse al suo feudo.
A partire dal 632, Rostam appoggiò il giovane re Yazdegerd III che aveva appena preso Ctesifonte ed era salito al potere grazie all'aiuto della fazione di Rostam. Il fratello di Rostam Farrukhzad era il 'darik-pat' ("tesoriere"). di Rostam Farrukhzad e di Zadhoe (un altro aristocratico). Insieme formarono una sorta di triumvirato che influenzò molto il nuovo re Yazdegerd.
In quegli anni emerse una nuova minaccia per l'Impero sasanide: gli Arabi musulmani. L'esercito musulmano, inviato dal califfo ʿUmar ibn al-Khaṭṭāb, si stava accingendo a invadere la Siria e la Persia. I Persiani inizialmente riuscirono a respingere i ripetuti attacchi arabi infliggendo loro una pesante sconfitta nella Battaglia del Ponte (634), in cui cadde anche il loro comandante Abu 'Ubayd ma il generale sasanide Bahman Jādhūyeh, che aveva sconfitto gli Arabi in quella battaglia, ricevette da Rostam l'ordine di tornare a Ctesifonte per sedare una rivolta scoppiata nella capitale e non poté quindi inseguire l'esercito arabo in rotta, permettendo loro di mettersi in salvo.

## Battaglia di al-Qādisiyya
Nel 636 Rostam partì con il suo potente esercito da Ctesifonte per affrontare l'esercito arabo, comandato dai generali del Califfo ʿUmar b. al-Khaṭṭāb, sulla sponda occidentale dell'Eufrate nelle pianure di al-Qādisiyya.
I due eserciti si scontrarono ad al-Qādisiyya. Secondo fonti arabe, le negoziazioni tra i due imperi continuarono per un certo periodo e le delegazioni arabe che vennero all'accampamento persiano chiesero che i Persiani si convertissero all'Islam o accettassero di pagare un tributo (jizya). Rostam, temendo il peggio, tentò di rinviare la battaglia, ma quando le due parti non riuscirono a trovare un accordo, ordinò senz'altro l'attacco.
L'esercito persiano era di molto superiore per numero alle forze arabe (le fonti sono in disaccordo sulla sua grandezza: alcune dicono 60.000, altre 100.000) ed era sicuro di vincere la battaglia. Tuttavia, secondo fonti arabe, all'alba del quarto giorno, ci fu una tempesta di sabbia che si abbatté sui Persiani, capovolgendo le sorti del conflitto in modo tutto sommato illogico.
Rostam tentò di scappare tentando di attraversare il fiume a nuoto, ma venne catturato da un guerriero arabo e decapitato. Il combattente che lo uccise (Hilal ibn 'Ullafa|Hilāl ibn ʿUllafa) annunciò l'avvenimento, mostrando la testa di Rostam agli altri combattenti, gridando: "Per il Signore della Kaʿba! Ho ucciso Rustam! Sono Hilāl b. ʿUllafa!".  Vedendo ciò, i combattenti persiani si scoraggiarono e tentarono la fuga, nel corso della quale numerosi di loro persero la vita, mentre molti altri decisero di convertirsi all'Islam.
Fu l'inizio della fine per l'Impero sasanide che in una ventina di anni venne in gran parte conquistato dagli Arabi. I persiani convertiti dovettero comunque attendere la seconda metà dell'VIII secolo e la cosiddetta "rivoluzione abbaside" per vedere soddisfatte le loro prerogative di musulmani, fino ad allora ampiamente disattese, e abbracciare in toto la religione dei loro conquistatori, grazie a un tacito accordo tra Baghdad e dehqān (antichi signorotti feudali).